# Ganguro

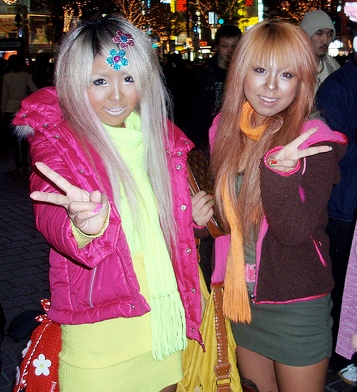
Két ganguro stílusban öltözködő lány Tokióban

A ganguro (顔黒, ’fekete arc’) japán eredetű alternatív stílusirányzat fiatal nők számára, amelynek lényege az éles kontrasztokban és a feltűnéskeltésben van. A stílusirányzat alapelemei a természetellenesen barna bőr (amelyet szoláriumozással és napbarnító krém használatával valamint béta-karotin tabletták szedésével próbálnak elérni), világos (szőke, platinaszőke, rózsaszín vagy narancssárga) színű haj, fekete tussal kihúzott szem, fehérre kent szemhéjak és ajkak, világos ruhák, arcra ragasztott matricák. Az irányzat az 1990-es években jelent meg Tokió Sibuja kerületében és a 2000-es években érte el legnagyobb népszerűségét. A stílus élesen szembemegy a hagyományos japán szépségideállal, amelynek koncepciója a fehér bőr, fekete haj és természetes tónusú arcfestés.
Bár a stílus lázadás a hagyományos japán kulturális értékek és társadalmi normák ellen,  gyökerei mégis a japán folklórban vannak, amiben a szellemek és démonok külső megjelenése ehhez hasonló és gyakran kabuki valamint nó ruhákban ábrázolják őket. Ez a kötődés a ganguro egyik alfajában, a jamanba stílusban is megfigyelhető, amit egy hegyi boszorkáról szóló híres történetről neveztek el. A ganguro szó a japán gangankuro (ガンガン黒, ’rendkívül sötét’) és guro (グロ, ’groteszk’) szavak összerántásából jött létre.